# Georges-Louis Leclerc, comte de Buffon
|  | «Buffon» redirigeix aquí. Vegeu-ne altres significats a «Buffon (desambiguació)». |

Georges-Louis Leclerc, comte de Buffon (francès: Georges-Louis Leclerc de Buffon)  (Montbard, 7 de setembre de 1707 - París, 15 d'abril de 1788), conegut simplement com Buffon o Georges Buffon, va ser un naturalista, matemàtic, biòleg, cosmòleg i escriptor francès. La localitat de Buffon, al departament de Côte-d'Or, va ser el senyoriu de la família Leclerc.
Buffon va pretendre compendiar tot el saber humà sobre el món natural en la seva obra en 44 volums Histoire naturelle. El seu enfocament va influir en l'Encyclopédie de Diderot i d'Alembert (a partir del 1751). Les seves teories van influir dues generacions de naturalistes, entre els quals cal destacar Jean-Baptiste Lamarck, Georges Cuvier i Charles Darwin.

## Biografia
Son pare era Benjamin Leclerc i sa mare Anne-Christine Marlin. Es van casar un any després del naixement de Georges-Louis. El nom de Georges li va ser posat en honor del seu padrí i besoncle Georges-Louis Blaisot (?-1714), recaptador d'impostos del duc de Savoia, i el de Louis en honor del seu avi, Louis Leclerc, procurador del rei i jutge prevost. La família residia prop de la porta de "la Boucherie", una de les portes de Montbard, cap a la carretera de Châtillon i de Dijon. La família va créixer amb el naixement de Jean-Marc l'any 1708, Jeanne l'any 1710, Anne-Madeleine l'any 1711 i Claude-Benjamin l'any 1712. Son pare va heretar, l'any 1717, part de la fortuna acumulada per Georges-Louis Blaisot i va comprar les propietats del senyoriu de Buffon, situada a sis quilòmeteres de Montbard, a Jean Bouhier, president del parlament de Borgonya i notori lletrat. Benjamin Leclerc també va adquirir un càrrec de comissari general dels gendarmes, que va revendre tres anys més tard per un càrrec de conseller al parlament de Dijon. Aleshores, la família es va traslladar a Dijon.
Després dels estudis al col·legi dels jesuïtes de Dijon, Buffon va estudiar dret. Mostrant preferència per les ciències, va traslladar-se a Angers per a estudiar matemàtiques i botànica. En implicar-se en un duel, es va veure obligat a deixar la universitat. Aleshores va viatjar a Itàlia i Anglaterra, en companyia d'un amic anglès, fins al nou casament de son pare.
Els seus primers treballs van ser en el camp de les matemàtiques, la seua ciència predilecta. Primer va traduir de l'anglès diverses obres de geometria d'Isaac Newton i de botànica de Stephen Hales.
Va conèixer Voltaire i d'altres intel·lectuals a París i va entrar a l'Acadèmia de les Ciències, a l'edat de 26 anys.
En la seua memòria Sur le jeu du franc-carreau, va introduir per primera vegada el càlcul diferencial i el càlcul integral en probabilitat (vegeu més avant: l'agulla de Buffon). En aquesta època va mantenir correspondència amb el matemàtic suís Gabriel Cramer.
L'any 1747, va provar, al Chateau de la Muette, en el marc d'una veritable exhibició, el funcionament dels espills incendiaris d'Arquimedes davant un públic selecte, compost per persones de rang.
Empresari forestal, va obtenir el suport de l'entorn del rei per fer valdre uns experiments personals discutibles, els resultats dels quals s'havien d'aplicar a la millora de la qualitat dels boscs destinats a la Marina. Va saber, principalment, obtenir els favors del duc de Condé, el suport del qual podia ser-li útil, proporcionant-li mostres de minerals i rebent-lo fastuosament a Montbard. El comte de Maurepas li va proposar la sobreintendència de tots els boscos de la seua propietat, però Buffon va refusar-hi.

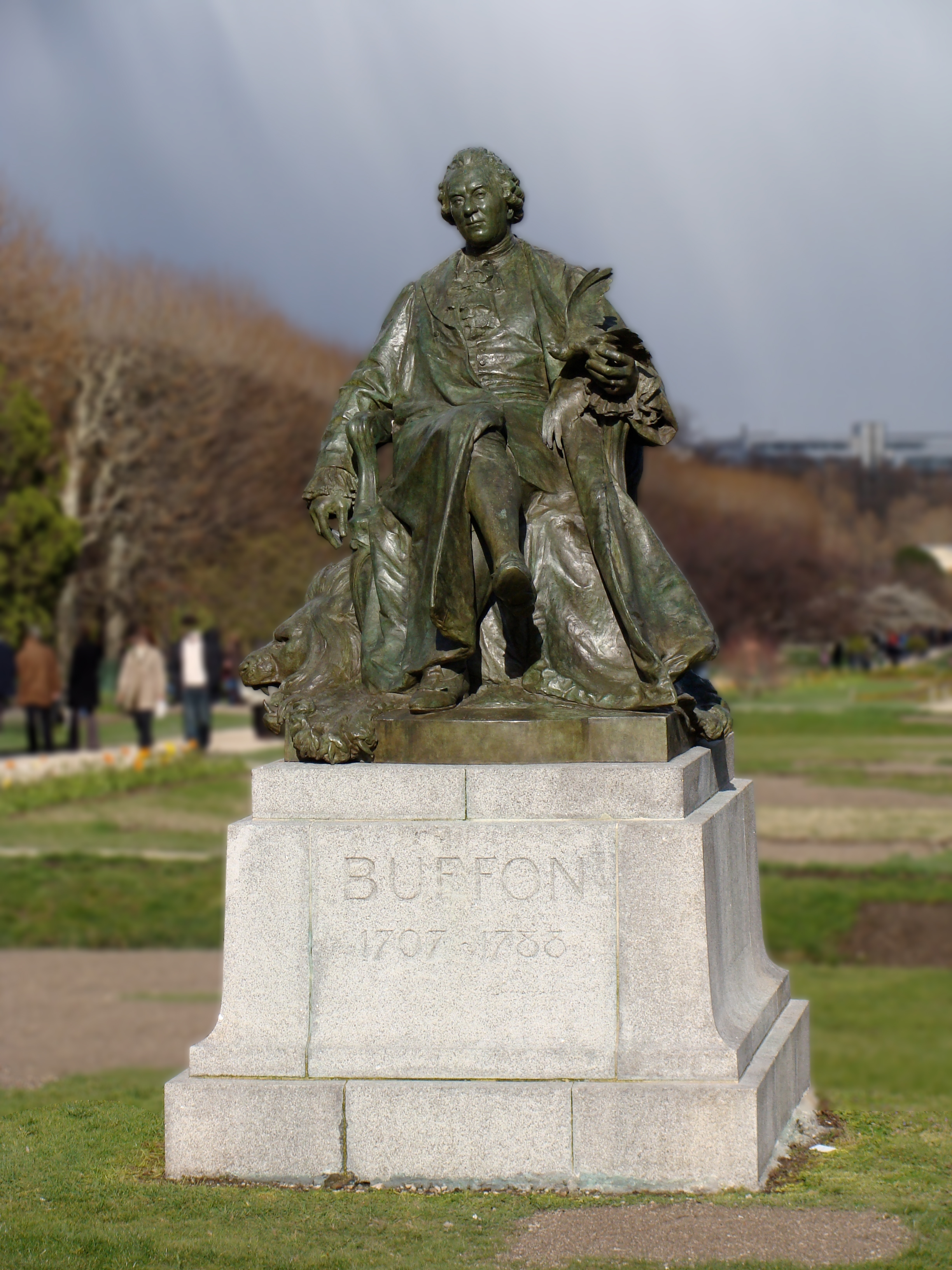
Estàtua al Jardí de les Plantes (Jean Carlus)

Després d'una admirable campanya de relacions públiques dirigida vers Charles François de Cisternay du Fay, intendent del Jardí Reial de les Plantes Medicinals (conegut també com a Jardin du Roi, «Jardí del Rei», i avui dia i després de la Revolució anomenat Museu Nacional d'Història Natural), obté aquest mateix càrrec després de la mort del seu predecessor, l'any 1739. D'un jardí d'apotecari, ell el transforma en centre de recerca i en museu, fent plantar arbres que li feien arribar d'arreu del món. A partir d'ací, es va consagrar completament a la història natural. Aprofitant els recursos que li oferia aquesta gran instal·lació que dirigia i que no cessava d'enriquir, va emprendre la tasca de traçar el quadre de la natura sencera. Excel·lent administrador, terratinent i jurista de formació, va engrandir considerablement el parc en gairebé un terç, vers l'oest i vers el Sena, fent expropiar violentament els antics propietaris.
La seua Histoire naturelle, els primers volums de la qual van aparèixer l'any 1749, el va ocupar la resta de la seua vida. Situat per aquesta obra en el primer rang dels escriptors i dels savis, Buffon va recollir recompenses i honors de tota mena: va ser escollit com a membre de l'Acadèmia francesa l'any 1753.
Les seues relacions amb els savis de la seua època van ser sovint difícils. Per exemple va declarar-se en contra del mètode de classificació de Réaumur i Linnaeus. Va acollir amb escepticisme els treballs de Lazzaro Spallanzani o de Charles Bonnet. Per a Buffon, les variacions entre espècies es deuen a degeneracions.
Es va casar l'any 1752, però la seua esposa va morir l'any 1769 arran d'una fatal caiguda de cavall. Van tenir un fill: Georges Louis Marie Leclerc de Buffon (1764-1794), anomenat le Buffonet, que va acabar sobre el cadafal revolucionari el 1794.
Buffon va mantenir molt bones relacions amb el rei Lluís XV, el que principalment li va permetre integrar al Gabinet del rei les riquíssimes col·leccions de Réaumur, considerades com les més importants de França, tot i que Réaumur les havia llegat a l'Acadèmia de les Ciències abans de morir.
Esdevingué comte de Buffon l'any 1773. Abans de la seua mort l'any 1788, va ser erigida la seua estàtua a l'entrada del Museu d'Història Natural amb aquesta inscripció: Majestati Naturæ par ingenium.

## La seua obra
| «                                                                                            | És per acurats experiments, raonats i insistents, que hom força la natura a descobrir el seu secret; tots els altres mètodes mai no han reeixit… Els reculls d'experiments i d'observacions són ja que els únics llibres que poden augmentar els nostres coneixements | » |
| — Prefaci de Buffon a la Statique des végétaux, traducció de l'obra anglesa de Stephen Hales | |   |

A més, Buffon va traduir la Théorie des fluxions d'Isaac Newton i va escriure unes memòries. En el seu Discours sur le style, que va pronunciar per a la seua recepció a l'Acadèmia francesa, va escriure: « Le style c’est l'homme » ('L'estil és l'home mateix').

### L'Histoire naturelle
| «                                                         | L'interior, en els éssers vius, és el fons del dibuix de la natura | » |
| — Secció dedicada als quadrúpedes de L'Histoire naturelle |                                                                    |   |

Buffon és sobretot cèlebre per la seua obra capital, L'Histoire naturelle, générale et particulière, en 36 volums apareguts de 1749 a 1789, vuit d'ells després de la seua mort, gràcies a Bernard Lacépède. Inclouen tot el coneixement de l'època en el camp de les ciències naturals. És en aquesta obra en la que fa paleses les similituds entre l'home i el simi, i la possibilitat d'una genealogia comuna. L'atenció que dedica a l'anatomia interna el situa entre els precursors de l'anatomia comparativa.
L'Histoire naturelle, que havia d'abastar tots els regnes de la natura, només comprèn els minerals i una part dels animals (quadrúpedes i ocells). S'acompanya d'una Teoria de la Terra, de Discursos en forma d'introducció, i de suplements entre els quals es troben les Èpoques de la natura, una de les més belles obres de l'autor.
Entre els seus col·laboradors cal esmentar, per als quadrúpedes, Louis Jean-Marie Daubenton, qui es va encarregar de la part de les descripcions anatòmiques, reemplaçat més tard, per als ocells, per Philippe Guéneau de Montbeillard, a qui s'afegeixen, a partir de l'any 1767, Barthélemy Faujas de Saint-Fond, l'abat Bexon i Charles-Nicolas-Sigisbert Sonnini de Manoncourt.
L'Histoire naturelle va obtenir un èxit immens, gairebé a l'alçada de l'Enciclopèdia de Diderot, que va aparèixer simultàniament. Els dos primers volums, la Teoria de la terra i la Història natural de l'home, van conèixer tres reedicions successives en sis setmanes. Quasi alhora es van emprendre les traduccions a l'anglès, l'alemany i el neerlandès.
Aquesta enciclopèdia es divideix en 36 volums :
- 15 volums sobre els quadrúpedes (de 1749 a 1767).
- 9 volums sobre els ocells (de 1770 a 1783).
- 5 volums sobre els minerals (de 1783 a 1788), el darrer conté el Tractat de l'imant, última obra de Buffon.
- 7 volums de suplements, entre els quals cal esmentar les Èpoques de la natura (1778).

L'Histoire naturelle va ser impresa en un principi a la Impremta Reial en 36 volums 1749-1788. Buffon va recomprar tot seguit els drets sobre la seua obra. Va ser continuada per Lacépède, que va descriure els ovípars, les serps i els cetacis 1786-1804. L'obra s'ha reimprès molt sovint.

### Paper i influència de la seua obra
Sobretot, a banda de les seues aportacions acadèmiques, hi ha un acord general a veure els escrits de Buffon com un model d'estil; hom reconeix que va descriure fidelment el capteniment i les característiques dels animals, que va fer progressar significativament la història natural, tant pel seu innovador punt de vista com per la multitud de les seues recerques, i que va fer un gran servei ajuntant una caterva de materials dispersos i propagant a França el gust per l'estudi de la natura.
Buffon va ser un dels primers divulgadors científics i un vertader empresari editorial d'èxit. Va escriure per a les dames, sense voler desagradar mai, estimant-se més emprar l'estil i l'anècdota a la contribució científica sòlida. El seu model? Potser les llargues discussions amb el seu cosí Jean Nadault; set anys major que ell, alcalde de Montbard i fi coneixedor de la natura i les seus "històries", mentre passejaven pels boscs de Montbard.
Però malgrat el seu impacte i el paper que va jugar en la difusió dels coneixements científics, la seua obra té diverses llacunes. Per començar, Buffon no era un sistemàtic, i això el va conduir a presentar els diversos grups de manera rudimentària. Principalment se centra en les espècies més conegudes i menciona per damunt la resta d'espècies. També se li reprotxa haver desdenyat o fins i tot proscrit les classificacions científiques sense les quals no hi ha ni ordre ni claredat. No és pas un observador massa fiable, el que el condueix a incórrer en nombroses errades, com per exemple confondre l'enganyapastors amb una oreneta o dir que els falciots són també vertaderes orenetes, i des de qualsevol punt de vista, més orenetes que les mateixes orenetes. Buffon i els seus col·laborados van beure de les fonts que van deixar els seus predecessors, d'Aristòtil a Plini, de Belon a Gessner. Certament, nova informació, procedent sovint de corresponsals llunyans, els va proporcionar observacions inèdites. Finalment, els autors van prioritzar les fórmules destinades a captar un públic de neòfits. Sempre amb l'objectiu d'agradar, les espècies poc carismàtiques van ser ignorades i els temes més susceptibles d'agradar van ser els preferits, com per exemple l'amor entre els ocells sobre el que el públic sempre mostrava curiositat.
Se li reprotxa també haver avançat hipòtesis personals arriscades i poc clares, principalment a les Époques de la nature : per exemple hi suposa que la Terra ha estat esqueixada del Sol pel xoc d'un cometa; explica la generació d'éssers vius per superposició de molècules orgàniques i de motles interiors; i atribueix als animals un sentit interior material, hipòtesi tot i això més intel·ligible que el mecanisme al que Descartes havia recorregut.
En definitiva, la seua principal aportació va ser el seu paper de popularitzador de l'interès i l'estudi científic, més o menys com ho havia fet, en el seu moment, el Spectacle de la nature de l'abat Pluche. Per exemple, i sense esmentar-ne més que un, Georges Cuvier es va apassionar per la història natural arran de les seues lectures de Buffon.
La seua Histoire naturelle va ser alhora una font d'inspiració per als pintors de la manufactura de Sèvres, fent nàixer unes vaixelles anomenades «Buffon». El nom de les diferents espècies, fidelment reproduïdes, es fan constar al revers de cada peça. Sota el regnat de Lluís XVI es van produir diverses vaixelles «Buffon», la primera de les quals va ser lliurada l'any 1782 al comte d'Artois.

### Les seues dificultats amb l'Església
A Les époques de la nature, suplement publicat l'any 1778, Buffon va tractar l'origen del sistema solar, especulant que els planetes s'havien creat per la col·lisió de cometes contra el Sol.
També va suggerir que l'edat de la Terra havia se ser bastant més elevada que els 6 000 anys proclamats per l'Església, calculats a partir de la Bíblia remuntant-se fins al Gènesi. Basant-se en la taxa de refredament del ferro, va calcular que l'edat de la Terra era de 75 000 anys. Va fer construir esferes de metall en les seues pròpies forges, per a experimentar la seua teoria.
Tot això li va valdre ser condemnat per l'Església catòlica a França, però fingint ingenuïtat i manifestant la seua fe intacta, la Sorbona va acabar per declarar-se satisfeta i abandonar la persecució l'abril de 1751, a canvi d'una vaga promesa de contrició. Prudent, i tenint bastant a perdre, va estimar-se més retractar-se que sol·licitar ajut als seus protectors en un conflicte que s'hauria pogut girar en contra seua, i davant el qual podien haver-lo deixat tot sol. Fins i tot Voltaire, que el respectava moltíssim, no compartia totes les seues opinions científiques sobre aquest assumpte i havia acabat per barallar-se amb ell.
A partir d'ací, no es va refiar mai més de l'Església, sense voler per altra banda enfrontar-se'n directament, el que hauria estat un greu error tàctic. Es va acontentar esquivant-la hàbilment. Així, per exemple, va elegir un confessor ridícul i gens curós, a qui tractava com un criat a canvi que fera els ulls grossos.

## L'agulla de Buffon

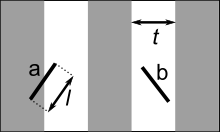
L'agulla a creua una línia, mentre que l'agulla b no.

En matemàtiques, el resultat més cèlebre de Buffon és el que permet determinar experimentalment el valor de {\displaystyle \pi } amb l'ajuda d'una agulla i un empostissat de fusta o parquet. El principi és el següent: cal disposar d'un conjunt de línies paral·leles, separades una unitat de llarg, i d'una agulla de llarg l≤1. Pot fer-se servir un parquet de fusta de llistons paral·lels. Si es deixa caure l'agulla sobre el parquet, la probabilitat que creui una de les línies és {\displaystyle {\frac {2l}{\pi }}}. Repetint l'experiència un gran nombre de vegades, la relació entre el nombre de vegades en què l'agulla creua una línia i el nombre total de llançaments s'acostarà a aquest quocient, i hom pot ja que obtenir un valor aproximat de {\displaystyle \pi }. El mètode de Monte-Carlo és una generalització del mètode de Buffon a qualsevol procediment aleatori.

## Buffon industrial

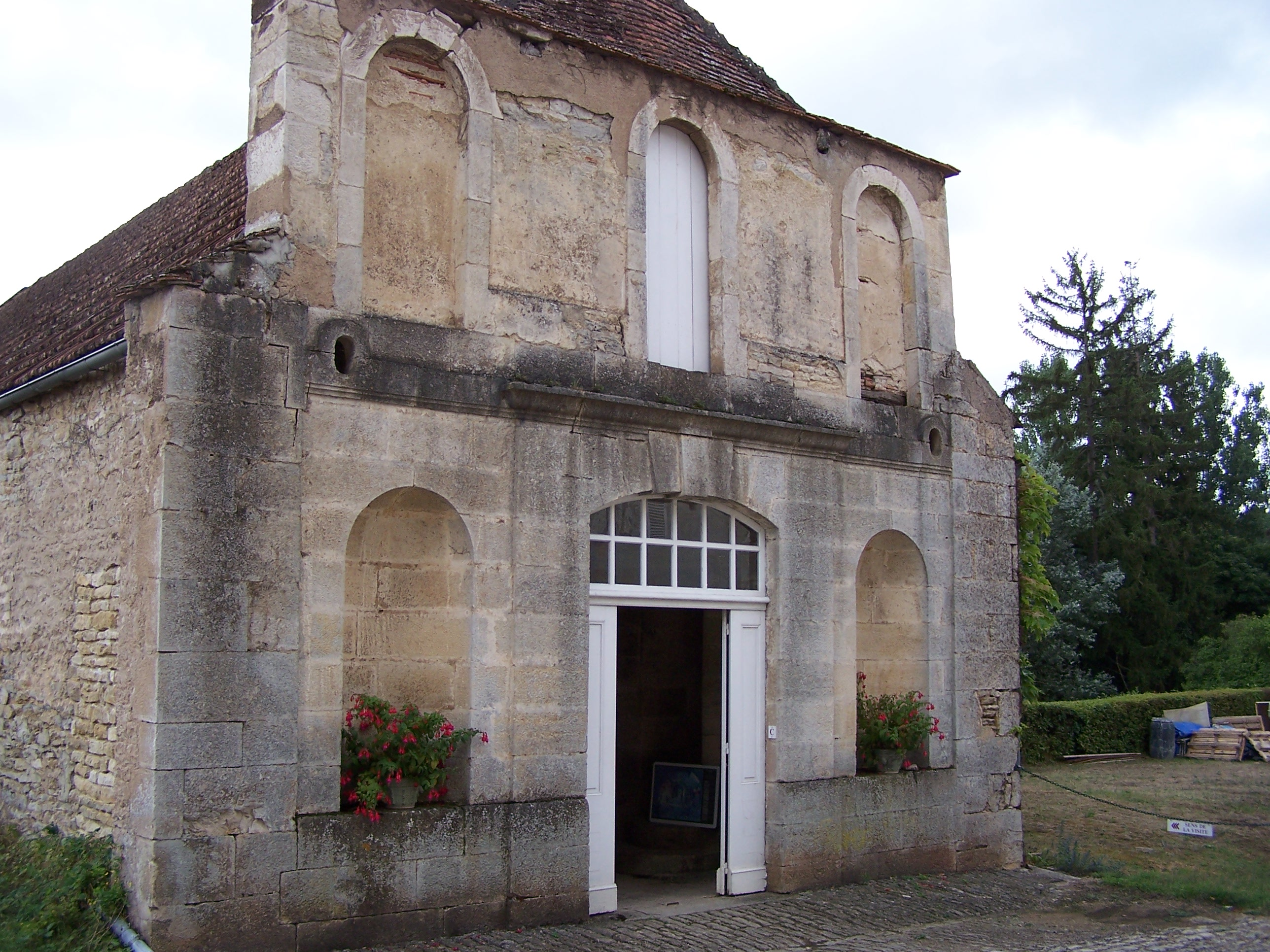
Entrada a les forges

Paral·lelament a la seua obra científica, Buffon va posar en marxa al bord del canal de Borgonya, a uns quilòmetres de Montbard, unes forges que encara avui existeixen i poden visitar-se. Després d'haver efectuat nombroses experiències a la forja d'Aisy-sur-Armançon, va edificar a les seues terres, entre 1768 i 1772, les seues pròpies forges. Aquestes van permetre-li treure'n profit dels recursos dels boscos i dels minerals (de bastant dolenta qualitat) de les seues terres.
Aquesta instal·lació industrial és considerada com una de les primeres fàbriques integrades. Tot estava pensat per a optimitzar les etapes de la fabricació. Alguns obrers residien al complex, i hi tenien accés a unes hortes, un forn de pa i una capella. L'accés a l'alt forn es feia per una escala monumental, que permetia als invitats distingits admirar la colada de metall fos.
Nodrides pel riu Armançon, unes rodes de pales aportaven la força hidràulica necessària per alimentar les màquines, com ara les manxes, els martells, el bocart i el rentador. Buffon va desitjar fabricar a les seues forges les noves reixes del Jardí de les Plantes, del que era intendent. La seua experiència com a silvicultor i metal·lúrgic va contribuir a la redacció dels Suplements de la Història natural. Sempre amb necessitat de diners per a finançar els seus projectes industrials i científics, va patir diverses baralles amb els seus proveïdors de crèdit. En particular amb la família Baboin, seders de Lió, que li van posar un plet per a obtenir el pagament dels seus deutes. Buffon va venjar-se'n en la redacció de la Història natural, jugant amb el paregut del mot francès "babine" (morro) amb el nom del seu adversari, per a batejar els simis del gènere Papio amb el nom babuí, com se'l coneix avui dia. A més, fa en el seu llibre una descripció abominable d'aquest animal.

### Biografies
- Gascar, Pierre. Buffon (en francès), 1983. ISBN 978-2-07-070007-3.
- Grinevald, Paul-Marie (ed.); Yves Laissus, Bernard Rignault, Serge Benoît, et al.. Buffon : 1788-1988 (en francès), 1988. ISBN 978-2-11-080935-3.
- Hanks, Lesley. Buffon avant l'histoire naturelle (en francès).  Presses Universitaires de France, 1966.
- Hoquet, Thierry. Buffon illustré: Les gravures de l’Histoire naturelle (1749-1767) (en francès).  Publications Scientifiques du Musée, 2007. ISBN 978-2-8565-3601-8.
- Roger, Jacques. Buffon : un philosophe au Jardin du Roi (en francès).  Fayard, 1989. ISBN 978-2-213-02265-9.
- Roger, Jacques. Buffon: A live in natural history (en anglès).  Cornell University Press, 1997. ISBN 0-8014-2918-8.
- Sloan, Phillip R. «Buffon, German Biology, and the Historical Interpretation of Biological Species» (en anglès). The British Journal for the History of Science, Vol. 12, Num. 2, 1979, pàg. 109-153. DOI: 10.1017/S0007087400017027. ISSN: 0007-0874.

### Altres
- Barona Vilar, Josep Lluís. Història del pensament biològic.  Universitat de València, 2003. ISBN 84-370-5737-X.
- Farber, Paul L. «Buffon and the concept of species» (en anglès). Journal of the History of Biology, Vol. 5, Num. 2, 1972, pàg. 259-284. DOI: 10.1007/BF00346660. ISSN: 0022-5010.
- Flajolet, Philippe; Pelletier, Maryse; Soria, Michèle «On Buffon Machines and Numbers» (en anglès). Proceedings of the Twenty-Second Annual ACM-SIAM Symposium on Discrete Algorithms, 2011, pàg. 172-183. DOI: 10.1137/1.9781611973082.15.
- Nadault de Buffon, Henry (ed.). Correspondance Générale (en francès).  Slatkine, 1971.
- Wood, G.R.; Robertson, J.M. «Buffon got it straight» (en anglès). Statistics & Probability Letters, Vol. 37, Num. 4, 1998, pàg. 415-421. DOI: 10.1016/S0167-7152(97)00145-4. ISSN: 0167-7152.
- (francès) Félix Vicq d'Azyr, Nicolas de Condorcet, Georges Cuvier, van escriure un Elogi; Flourens va redactar l'Histoire de sa Vie et de ses Ouvrages
- (francès) Henri Nadault de Buffon, Buffon, sa famille et ses collaborateurs, 1863.